# Notocrinoidea
De Notocrinoidea zijn een superfamilie uit de orde van de haarsterren (Comatulida).

## Families
- Aporometridae H.L. Clark, 1938
- Notocrinidae Mortensen, 1918